# 岩崎正寛
岩崎 正寛（いわさき まさのり、1974年9月20日 - ）は、日本の俳優、声優。神奈川県横須賀市出身。演劇集団 円所属。

## 来歴
早稲田大学卒業。
1999年、円演劇研究所入所。2001年、演劇集団 円会員昇格。

## 人物
声種はハイバリトン。
趣味・特技は英検2級。資格は普通自動車免許。

## 出演
太字はメインキャラクター。

### テレビドラマ
- ウルトラマンマックス（工員）
- オルトロスの犬
- 監査法人
- 警官の血
- こちら本池上署

### 映画
- ロスト・マイウェイ

### テレビアニメ
- 戦う司書 The Book of Bantorra[2]（2009年、ボラモット＝メイフ）[5]
- ソ・ラ・ノ・ヲ・ト[2]（2010年、兵士B、兵士3）
- テガミバチ（2010年、男A、町人D） - 2シリーズ
- TIGER & BUNNY（2011年、ドラゴンキッドの父親）
- デッドマン・ワンダーランド（2011年、看守）
- ブレイド（2011年、捜査員、船員、協力者、見張り役、ギャング、男性、ヴァンパイア）
- 機動戦士ガンダムUC RE:0096（2016年、パイロット、ボーンフィッシュ水雷長）
- アン・シャーリー（2025年、校長[6]）

### 劇場アニメ
- テイルズ オブ ヴェスペリア 〜The First Strike〜（2009年、デヴィッド）[7]
- ももへの手紙（2012年）

### OVA
- 機動戦士ガンダムUC（2011年、パイロット）

### ゲーム
- メタルギアソリッドV グラウンド・ゼロズ（2014年、兵士）
- メタルギアソリッドV ファントムペイン（2015年、兵士、その他）
- バディミッション BOND（2021年）

### 吹き替え

#### 映画（吹き替え）
- ［アパートメント:143］（ポール・オルテガ〈リック・ゴンザレス〉）
- 1911
- エアベンダー
- エグザム（ホワイト）
- くるみ割り人形と秘密の王国（ハーレクイン〈ジャック・ホワイトホール〉[8]）
- ゲーテの恋 〜君に捧ぐ「若きウェルテルの悩み」〜（ヴィルヘルム・イェルザーレム〈フォルカー・ブルッフ〉）
- 恋はしないより、したほうがマシ（シドニー〈ブライアン・クラグマン〉）
- 恋人たちのパレード
- ジオストーム（ヘルナンデス〈エウヘニオ・デルベス〉[9]）
- 素晴らしきかな、人生（サイモン〈マイケル・ペーニャ〉）
- 食べて、祈って、恋をして（ジョヴァンニ〈ルカ・アルジェンテロ〉）
- バイオハザードIII ※テレビ朝日版
- バトルシップ[10]
- バレッツ
- マーベル・シネマティック・ユニバース
  - キャプテン・アメリカ:ブレイブ・ニュー・ワールド（ダンフィ〈ウィリアム・マーク・マカロー〉[11]）
  - ファンタスティック4:ファースト・ステップ（ベン・グリム / ザ・シング〈エボン・モス＝バクラック〉[12]）
- マン・オブ・スティール（ラドロー[13]）
- ミッション:インポッシブル/ゴースト・プロトコル
- モンスターズ/地球外生命体
- 妖精ファイター（ジョシュ）

#### ドラマ
- アヴァロン 千年の恋
- アグリー・ベティ3（マット）
- ALCATRAZ/アルカトラズ
- イタズラなKiss〜Playful Kiss
- FBI: 特別捜査班
- THE KILLING/キリング シーズン2（レンナート・ブリックス）
- 救命医ハンク セレブ診療ファイル
- グッド・ワイフ
- クリミナル・マインド6 FBI行動分析課
- コールドケース6、7
- The Confession -コンフェッション-（エディ〈マックス・カセラ〉）
- しあわせの処方箋
- CSI:9、11 科学捜査班
- CSI:ニューヨーク6、7
- CSI:マイアミ8
- シェイムレス 俺たちに恥はない
- 恕の人 -孔子伝-
- シンデレラのお姉さん
- ゾウズ・フー・キル2 殺意の深層
- チング 〜愛と友情の絆〜
- トーチウッド 人類不滅の日（リース・ウィリアムズ〈カイ・オーウェン〉）
- ナース・ジャッキー2、3
- パスタ〜恋が出来るまで〜
- 弁護士イーライのふしぎな日常
- ボルジア家 愛と欲望の教皇一族
- ホワイトチャペル2 終わりなき殺意
- ミディアム5 霊能者アリソン・デュボア
- 名探偵モンク5 ※DVD版では6
- めっちゃ ソー・ランダム
- レバレッジ 〜詐欺師たちの流儀
- ローマ警察殺人課アウレリオ・ゼン 3つの事件
- 私はラブ・リーガル

#### アニメ
- アーサー・クリスマスの大冒険
- ザ・ペンギンズ from マダガスカル（リコ[14]、ゴリ、モーリス（動物園職員）、運搬トラックの運転手、ドクターシオフキーの部下〈ロブスター〉、マクスレイド局長、次回予告ナレーター、おもちゃ屋の店主）

### 舞台
- 赤ずきんちゃんの森の狼たちのクリスマス
- 美しきものの伝説
- エレクトル
- 女相続人
- 初夜と蓮根
- トーキョー
- ハムレット
- 不在
- マルフィ侯爵夫人
- リチャードIII世
- セトウツミ

### ラジオドラマ
- VOMIC magico（ジーク）